# Cheng Pei-pei
Cheng Pei-pei (Shanghái, 4 de diciembre de 1946-San Francisco, 17 de julio de 2024) fue una actriz china conocida por su actuación en Come Drink with Me.

## Carrera
Actuó en un número de películas a lo largo de la década de 1960. 
Pei-pei en particular es relativamente bien conocida por su papel protagonista en Come Drink with Me de King Hu.
En 2000, regresó a la atención internacional con su papel como Jade Fox en Wò hǔ cáng lóng. Interpretó a Long Po en Watery Moon, Hollow Sky, que fueron mostradas en la televisión asiática-estadounidense como Paradise.

## Filmografía

### Series de televisión
| Año  | Título              | Personaje | Notas |
| ---- | ------------------- | --------- | ----- |
| 2017 | Ice Fantasy Destiny | Feng Tian |       |
| 2016 | Ice Fantasy         | Feng Tian |       |

### Películas
| Año  | Título                                | Personaje  | Notas |
| ---- | ------------------------------------- | ---------- | ----- |
| 2020 | Mulan                                 | -          | [ 2 ] |
| 2009 | Street Fighter: The Legend of Chun-Li | Zhilan     |       |
| 2002 | Naked Weapon                          | Faye Ching |       |
| 2000 | Tigre y dragón (Wò hǔ cáng lóng)      | Jade Fox   |       |

### Programa de variedades
| Año  | Programa                                 | Notas    |
| ---- | ---------------------------------------- | -------- |
| 2017 | The Inn Season 1 (亲爱的·客栈)           | invitada |
| 2015 | Happy Camp (快樂大本營)                  | invitada |
| 2014 | Divas Hit the Road Season 1 (花儿与少年) | miembro  |